# オーバン (スコットランド)
オーバン (Oban) は、スコットランド・アーガイル・アンド・ビュートのタウン。
人口は8,120人と少ないが、ヘリンズバラとフォート・ウィリアムの間では最大のタウンで、旅行シーズンには、25,000人を超える人を収容できる。
19世紀以前、町にはほとんど家が無く、わずかな規模の漁業、貿易、造船、採石業が行われ、観光客はほとんどいなかった。
1794年にスティーブンソン兄弟によって設立し、建設されたウィスキーの蒸留所であるオーバン製造所（Oban distillery）を中心に発展していき、1811年に荘園のバラ(Burgh)となった。1880年代に鉄道が開通し、地域の産業が再活性化されるとともに、新しい観光業をもたらし、町は栄えていった。
観光を代表する名所では港を見下ろすことができるマッケイグス・タワー（McCaig's Towerがある。

## 出身人物
- スージー・ヴォルフ - 女性レーシングドライバー
- ジェイミー・キャンベル＝ウォルター - レーシングドライバー

## 姉妹都市
- アメリカ合衆国 ローリンバーグ
- アイルランド ゴリー